# Mirza Aslam Beg
Mirza Aslam Beg (en urdu: مرزا اسلم بیگ; Distrito de Azamgarh, Provincias Unidas; 2 de agosto de 1931), también conocido como M. A. Beg, es un general de cuatro estrellas retirado pakistaní que ocupó el cargo de tercer Jefe del Estado Mayor del Ejército de Pakistán desde 1988 hasta su jubilación en 1991. Su nombramiento como Jefe del Estado Mayor del Ejército se produjo cuando su predecesor, el Presidente General Muhammad Zia-ul-Haq, murió en un accidente aéreo el 17 de agosto de 1988.
El mandato de Beg fue testigo de la elección de Benazir Bhutto como primera ministra en noviembre de 1988 y de la restauración de la democracia y el control civil del ejército en el país. Se lanzaron polémicas acusaciones contra él de financiar la Alianza para la Democracia Islámica (ADI), la alianza de oposición conservadora y de derechas contra el PPP de izquierdas, y de amañar las posteriores elecciones generales de 1990. Como resultado de las elecciones generales, Nawaz Sharif fue elegido Primer Ministro en 1990, pero se enemistó con Beg cuando éste recomendó apoyar a Irak durante la Guerra del Golfo. Poco después, en 1991, el presidente Ghulam Ishaq Khan denegó la prórroga a Beg, que fue sustituido por el general Asif Nawaz como jefe del Estado Mayor del Ejército. Aparte de su carrera militar, Beg fue brevemente profesor de estudios de seguridad en la Universidad Nacional de Defensa (NDU) y escribe regularmente columnas en The Nation.
La etapa posterior a su jubilación se ha caracterizado por las controversias: en primer lugar, Beg fue acusado de desempeñar un papel interno en el accidente aéreo en el que murió el presidente Zia y, en segundo lugar, fue citado ante la Corte Suprema de Pakistán en 2012 por su presunto papel en la concesión de financiación a los políticos conservadores frente a los del Partido Popular de Pakistán durante las elecciones generales celebradas en 1990.

## Primeros años en India y educación
Mirza Aslam Beg nació el 2 de agosto de 1931 en el pequeño pueblo de Muslimpatti, en el distrito de Azamgarh, Uttar Pradesh, en la India británica, en el seno de una familia mojayir de habla urdu muy conocida por su nobleza mogol.
Su padre, Mirza Murtaza Beg, era un abogado en ejercicio que gozaba de un reconocido prestigio y un nombre respetado en los círculos jurídicos del Tribunal Superior de Allahabad. La familia Baig tenía raíces ancestrales en la familia real mogol, que fue emperadora de la India desde principios del siglo XV hasta principios del siglo XVIII.
Se educó en Azamgarh, donde se graduó en un instituto local y se matriculó en el Shibli National College para cursar sus estudios universitarios en 1945. Posteriormente, se licenció en Artes Liberales por el Shibli National College en 1949.
Durante sus años universitarios, Mirza jugó al hockey sobre césped y fue miembro vital de su equipo de hockey, formado principalmente por musulmanes. Según sus recuerdos, Beg quiso vengarse de un político hindú del Partido del Congreso después de que éste golpeara a un miembro de su equipo de hockey. Alentado por una turba de estudiantes, Beg utilizó su palo de hockey para golpear al político en una reunión pública. Este incidente se produjo tras su graduación en la universidad en 1949, y la familia de Beg decidió trasladarse a Pakistán en 1949 tras la partición de la India en 1947.

## Carrera militar
En 1949, la familia Beg zarpó de Bombay rumbo a Karachi en un barco de la Marina Real de Pakistán. Su hermano mayor ya era oficial del ejército pakistaní y animó al joven Beg a seguir su camino para hacer carrera en el ejército. Beg recordó sus memorias a su entrevistador indio y calificó a Pakistán como "el país de mis sueños". En 1950, Beg fue admitido en la Academia Militar de Pakistán (PMA), en Kakul, y en 1952 se graduó en una promoción del 6.º Curso Largo de la PMA.
En 1952, obtuvo un nombramiento como 2Lt. en el 6 Regimiento Baloch del Ejército de Pakistán e inicialmente asistió al mando de un pelotón de infantería. De 1952 a 1958, progresó adecuadamente en el escalafón militar, habiendo sido ascendido a teniente del ejército en 1956; y a capitán del ejército en 1958. Recibió recomendaciones de su comandante de campo para ser seleccionado por la rama especial para unirse a las fuerzas especiales, y partió hacia Estados Unidos en 1958 para completar el entrenamiento de las fuerzas especiales con las Fuerzas Especiales del Ejército de Estados Unidos en Fort Bragg, Carolina del Norte.
En 1960, el comandante Beg regresó a Pakistán y se alistó en el Grupo de Servicios Especiales (SSG) de élite del ejército, al mando inicialmente de una compañía especializada en infiltración militar. El comandante Beg fue desplegado en el oeste de Pakistán, en zonas adyacentes a Afganistán, donde tuvo su primera experiencia de combate cuando dirigió a su compañía en la eliminación del Nawab de Dir en Chitral, en la Provincia de la Frontera del Noroeste. En 1965, el comandante Beg prestó un gran servicio en la segunda guerra con la India y dirigió el equipo de las Fuerzas Especiales contra el ejército indio.

### Academia y cátedra
En 1967, el comandante Beg fue ascendido a teniente coronel, y finalmente fue enviado a la Universidad Nacional de Defensa (NDU) para continuar sus estudios superiores, junto con el entonces teniente coronel Zahid Ali Akbar, oficial de ingeniería del Cuerpo de Ingenieros.
Tras asistir a la Escuela de Guerra de las Fuerzas Armadas y licenciarse en Estudios estratégicos en 1971, el Teniente Coronel Beg fue destinado al este de Pakistán como asesor militar del Mando Oriental, dirigido por su GOC-in-C, el Teniente General A.A.K. Niazi. A su llegada y tras observar los despliegues y las acciones militares, el teniente coronel Beg se mostró muy crítico con la estrategia del general Niazi y, con el tiempo, se enzarzó en agrias discusiones con el personal del general Niazi en Dacca, ya que se había mostrado muy crítico con la injerencia de las fuerzas armadas en los acontecimientos políticos de Pakistán Oriental. Su mentalidad abierta y sus discusiones con su oficial superior acabaron provocando su traslado de vuelta a Pakistán y la amenaza de enfrentarse a un consejo de guerra.
En 1971, comandó un regimiento de infantería en la tercera guerra con la India, pero fue enviado de vuelta para asistir a la Universidad Nacional de Defensa, donde se implicó aún más en sus estudios. En 1971-72, obtuvo su maestría en Estudios de Guerra, defendiendo y publicando su tesis, titulada: "A journey of pain and fear" que proporciona un análisis crítico del terrorismo patrocinado por el estado y sus efectos en las posiciones geo-militares de los países. El Teniente Coronel Beg abandonó las fuerzas especiales y aceptó la cátedra de estudios de guerra en la NDU en 1975. Beg ocupó la cátedra de estudios bélicos y siguió siendo instructor jefe de la Escuela de Guerra de las Fuerzas Armadas de la entonces Universidad Nacional de Defensa hasta enero de 1978.
Sobre la guerra de 1971, Beg sostuvo que las Fuerzas Armadas de Pakistán "aprendieron una valiosa lección estratégica", y que citó que el gobierno también aprendió que "no tiene sentido ir a la guerra a menos que estés absolutamente seguro de que tienes la capacidad de ganar".
De 1994 a 1999, Beg continuó su labor docente en la NDU y publicó sus dos libros sobre seguridad nacional, desarrollo de armas nucleares, diplomacia de defensa y relaciones internacionales.

### Nombramientos de guerra y mando
En 1978, el General de Brigada Beg dejó la cátedra en la universidad y fue ascendido a mando de dos estrellas en el ejército. El General de División Beg fue nombrado GOC de la 14.ª División del Ejército, estacionada en el distrito militar de Okara, en la provincia pakistaní de Punyab.
En marzo de 1979, el jefe del Estado Mayor del Ejército, el general Zia-ul-Haq, ordenó al II Cuerpo de Huelga "averiguar la reacción probable de los oficiales de las Fuerzas Armadas de Pakistán si Bhutto era ahorcada", de acuerdo con el veredicto de la Corte Suprema. Durante esta reunión, el General de División Beg se opuso al ahorcamiento de Bhutto y sostuvo ante sus mandos superiores que: "El ahorcamiento de Bhutto sería un acto imprudente, ya que podría causar "aberraciones políticas" muy graves que serían difíciles de corregir". En 1979, el General de División Beg fue trasladado al Cuartel General del Ejército, asumiendo el cargo de Ayudante General, que desempeñó hasta 1980. Posteriormente fue elevado a jefe de Estado Mayor (JEME), quedando a cargo de la planificación operativa de la contraofensiva a la invasión india de Siachen, que marcó el inicio del actual conflicto de Siachen en 1984.
En 1985, el General de División Beg fue ascendido a tres estrellas y nombrado Comandante del XI Cuerpo de Ejército, con base en Peshawar, que participaba en la guerra indirecta con el ejército soviético en Afganistán desde 1980.
Según los relatos de los autores militares y los historiadores pakistaníes, el teniente general Beg era objeto de una gran desconfianza por parte del presidente Zia-ul-Haq, principalmente debido a su mentalidad abierta y sus opiniones a favor de la democracia; en un momento dado, aconsejó al presidente Zia que "se reencontrara con la historia de la nación y democratizara el país".
En 1987, el teniente general Beg estaba en la carrera por el ascenso a cuatro estrellas, junto con el teniente general Zahid Ali Akbar, pero el presidente Zia no lo tuvo en cuenta porque quería al teniente general Akbar como jefe del Estado Mayor del Ejército. Finalmente, el primer ministro M.K. Junejo hizo uso de su prerrogativa para nombrar al teniente general Mirza Aslam Beg jefe adjunto del ejército por sus méritos, a pesar de que el presidente Zia quería al teniente general Zahid Ali Akbar, que fue enviado a DESTO.

### Jefe del Estado Mayor del Ejército
En marzo de 1987, el primer ministro Mohammad Junejo anunció en los medios de comunicación el nombramiento del teniente general Beg como subjefe del Estado Mayor del Ejército, ascendiéndolo a general de cuatro estrellas del ejército.
Aunque el general Beg no sustituía a nadie y era el de mayor rango, el ascenso fue notable debido a la oposición mostrada por el presidente Zia-ul-Haq, que quería al teniente general Zahid Ali Akbar, ingeniero, como vicejefe del ejército.
A pesar de su asignación de mando de cuatro estrellas, el general Beg tuvo que rendir cuentas de sus obligaciones y decisiones al presidente Zia, que había sido jefe del ejército desde 1976. Finalmente, el general Beg sucedió al presidente Zia como nuevo jefe del ejército y al mando del mismo cuando éste falleció en un accidente aéreo el 17 de agosto de 1988. Los autores militares estadounidenses consideraban a Beg un "general apacible pero de libro", deseoso de conducir al país por los senderos de la democracia.
Los militares estadounidenses consideraban a Beg un "general impredecible" con el que no se podía contar para mantener una estrecha cooperación militar con Estados Unidos como hizo Zia en la década de 1980. El Pentágono había comentado que Beg era "un soldado profesional" sin ambiciones políticas, pero de mentalidad independiente e impredecible. En 1988, un oficial militar del Pentágono añadió que "Beg es difícil de descifrar y de leer su mentalidad, a diferencia de otros generales del ejército pakistaní, no ha sido especialmente amistoso con Estados Unidos".
En contra de la percepción popular de que debía asumir el poder, Beg apoyó a Ghulam Ishaq Khan como presidente y, en última instancia, convocó nuevas elecciones generales que dieron lugar a un traspaso democrático y pacífico del gobierno al Partido Popular de Pakistán (PPP) con Benazir Bhutto como primera ministra. Beg no consultó a ninguno de sus comandantes de cuerpo ni a los oficiales principales del Estado Mayor (PSO) y llamó al jefe del Estado Mayor Naval, almirante Iftikhar Sirohey, y al jefe del Estado Mayor Aéreo, mariscal jefe del Aire Hakimullah, para discutir brevemente el asunto y, a las tres horas de la muerte del general Zia-ul-Haq, restauró la Constitución y entregó el poder a Ghulam Ishaq Khan. Fue una decisión sin precedentes en favor de la democracia y el Estado de derecho.
Mirza Aslam Beg recibió el respaldo de la primera ministra Benazir Bhutto, que confirmó su nombramiento de cuatro estrellas como jefe del Estado Mayor del Ejército hasta 1991, cuando fue sustituido por el general Asif Nawaz. A diferencia del general Zia, Beg inició un programa masivo de revaluación y formación educativa para los oficiales entre servicios. En 1988, las iniciativas personales de Beg condujeron al envío de cientos de oficiales entre servicios a universidades occidentales para obtener títulos avanzados. En 1991, varios de los oficiales entre servicios habían obtenido un título de posgrado en formación operativa y técnica.
En 1988, la primera ministra Benazir Bhutto concedió a Beg una condecoración civil especialmente designada para Mirza Aslam Beg por restaurar la democracia en Pakistán, Tamgha-e-Jamhuriat (lit. Medalla de la Democracia). De hecho, Beg es el único en Pakistán, y sin embargo el único general de cuatro estrellas del ejército que ha sido condecorado con tal honor. Aunque la primera ministra Benazir Bhutto fue criticada por condecorar a un general de cuatro estrellas con un premio civil, solía justificar su decisión diciendo que Beg merecía este honor porque se abstuvo de entregarse a otra aventura militar como Zia y, en cambio, ayudó a Pakistán a una transición pacífica del poder mediante elecciones generales.
El 16 de agosto de 1991, el General Beg se retiró de su servicio militar, completando 41 años de servicio, y cediendo el mando al General Asif Nawaz. Como jefe del ejército, un experto del Ejército de Tierra de Australia atribuye al general Beg el mérito de haber fomentado "un pensamiento más amplio sobre las tácticas" dentro del ejército pakistaní, en particular por haber establecido una cadena logística muy mejorada y "haber contribuido enormemente a las capacidades bélicas del ejército".

### Retirada soviética y guerra afgana
Como jefe del Estado Mayor del Ejército, Beg mantuvo de forma determinante el control militar sobre las políticas relativas a la seguridad nacional de Pakistán, y dictó el papel de la primera ministra Benazir Bhutto en la formulación de las políticas de seguridad nacional. Beg declaró que las "verdaderas causas de la "enmienda Pressler" eran significativas mientras se considerara a Pakistán una entidad importante para debilitar la influencia de la Unión Soviética en el sur de Asia". Diversos escritores cuestionaron en gran medida su idea de "profundidad estratégica", cuyo objetivo era la transferencia del mando científico militar de Pakistán en el denso Afganistán, frente a la guerra con India.
Beg respaldó el papel de su adjunto, el teniente general Hamid Gul, en la guerra de Afganistán, que fue el cerebro de la operación de Jalalabad, que fracasó brutalmente; Gul fue depuesto por el primer ministro Bhutto poco después de esta acción. El papel de Beg siguió siendo vital durante y después de la retirada de tropas soviéticas de Afganistán y no mostró ninguna intención de coordinar esfuerzos conjuntos con Estados Unidos para poner fin a la guerra en el país. A finales de 1989, Pakistán y Estados Unidos propagaron el mensaje de abandonar el gobierno comunista para instaurar en su lugar el gobierno clerical. Autores y reporteros de los medios de comunicación sostuvieron que Beg propuso polémicamente un plan de contingencia de inteligencia entre las agencias de Afganistán, Pakistán e Irán que se convertiría en el "núcleo del mundo musulmán". Tal idea fue recibida con hostilidad en el gobierno y el ministro de Asuntos Exteriores, Yacob Khan, y la primera ministra, Benazir Bhutto, fueron quienes se opusieron y se opusieron a esta idea.

### Guerra del Golfo en Irak
En 1989, Beg elaboró un plan de contingencia y organizó un ejercicio militar masivo, el Ejercicio Zarb-e-Momin, para demostrar los argumentos de solidaridad militar. Uno de los acontecimientos notables como jefe del Estado Mayor del ejército durante el final de la guerra fría tuvo lugar en 1990, cuando Irak invadió Kuwait en medio de tensiones políticas entre dos países árabes. Beg respaldó plenamente la campaña militar contra Irak dirigida por Estados Unidos. En una sesión informativa ofrecida a la primera ministra Benazir Bhutto y al presidente Ghulam Ishaq Khan, Beg mantuvo la valoración de que una vez que se uniera la batalla terrestre con el ejército iraquí, éste derrotaría y repelería ampliamente al ejército estadounidense.
Irónicamente, Beg acusó a los países occidentales de animar a Irak a invadir Kuwait, aunque mantuvo a sus fuerzas armadas luchando contra Irak en apoyo a Arabia Saudita. En 1990, celebró una cena de estado para el comandante del Mando Central de Estados Unidos (SCENTCOM), el general Norman Schwarzkopf, donde, junto con el presidente del Estado Mayor Conjunto, el almirante Iftikhar Sirohey, informó al USCENTCOM sobre los preparativos de batalla de las Fuerzas Armadas de Pakistán y las capacidades militares operativas de las Fuerzas Armadas de Pakistán en el contingente saudí.
La guerra de Irak contra Kuwait fue un tema político polarizante en Pakistán y Beg comandó y desplegó cuidadosamente las fuerzas del contingente de las Fuerzas Armadas de Pakistán durante la Operación Tormenta del Desierto en 1991. Beg calculó que la opinión popular estaría a favor de Irak, ya que el sentimiento antiamericano en Oriente Medio empezó a crecer en aquella época.
Pero ni la predicción estratégica de Beg se hizo realidad ni obtuvo una prórroga. Poco después del final de la guerra del Golfo, Beg procedió a su jubilación el 18 de agosto de 1991.

## Carrera posterior
Tras fracasar en su intento de convencer al gobierno para que prorrogara su mandato, las posteriores ambiciones políticas de Beg obligaron al entonces presidente Ghulam Ishaq Khan a nombrar al general Asif Nawaz jefe designado del Estado Mayor del Ejército tres meses antes de su jubilación. Tras su jubilación, Beg continuó siendo profesor en la Universidad Nacional de Defensa de Islamabad y siguió participando activamente en los asuntos políticos y militares del país.

### Financiación de políticos conservadores
Poco después de retirarse del servicio militar en 1991, Beg se ganó las críticas de la opinión pública cuando los políticos del Partido Popular de Pakistán salieron en antena en varios canales de noticias acusándole de autorizar personalmente la entrega de fondos de los servicios de inteligencia a los políticos conservadores. Asghar Khan presentó una demanda ante el Tribunal Supremo de Pakistán contra él, el exdirector del ISI Asad Durrani y Younis Habib, contable del Ministerio de Defensa en 1992, y las investigaciones judiciales oficiales comenzaron cuando el periódico local pakistaní, alegando que los conservadores habían recibido hasta ₨. 140 millones de euros para ganar a los políticos izquierdistas "en venta".
En 1994, las investigaciones oficiales del gobierno prosiguieron cuando el ministro del Interior, Naseerullah Babar, en el gobierno de Benazir, reveló este asunto en el Parlamento, al tiempo que sostenía que "eran los ISI los que habían desembolsado fondos para comprar la lealtad de figuras públicas conservadoras de masas y nacionalistas con el fin de manipular las elecciones generales celebradas en 1990 y poner a los conservadores en liza para competir con los políticos de izquierdas del país." Se informó de que el general Beg hizo liberar a Younis Habib y depositó alrededor de ₨ 140 millones en la cuenta Survey Section 202 de la Inteligencia Militar (MI), con ₨. 6 millones fueron canalizados a cuentas del Presidente Ghulam Ishaq Khan, incluidos los burofaxes: Syed Refaqat Hussain, Roedad Khan e Ijlal Zaidi. En 2017, la segunda demanda presentada contra el Primer Ministro Nawaz Sharif le ha relacionado cuando Just. Gulzar, en su veredicto final, dice:

Ghulam Ishaq Khan [fallecido], el entonces Presidente de Pakistán, el General Aslam Beg y el General Asad Durrani actuaron en violación de la Constitución al facilitar a un grupo de políticos y partidos políticos, etc., para asegurar su éxito contra los candidatos rivales en las elecciones generales de 1990, para lo cual obtuvieron fondos del Sr. Yunus Habib. Sus actos han dado mala fama a Pakistán y a la profesionalidad de las Fuerzas Armadas, así como a los organismos de inteligencia, a los ojos de la nación, por lo que, a pesar de que se hayan retirado del servicio, el Gobierno [Federal] tomará las medidas necesarias contra ellos en virtud de la Constitución y la Ley.

### Controversia sobre la proliferación nuclear
A nivel internacional, Beg fue muy criticado por su presunta implicación en el programa nuclear de Irán. Un informe publicado en The Friday Times sostiene que, tras asumir el cargo de jefe del Estado Mayor del Ejército, el general Aslam Beg empezó a presionar para que "se cooperara con Irán" en materia de tecnología nuclear, como parte de su "estrategia de desafío" a Estados Unidos. Como jefe del Estado Mayor del Ejército, Beg había iniciado programas de conferencias sobre física, química, matemáticas e ingeniería para oficiales entre servicios, a cargo de los científicos pakistaníes que servían a sus profesores, para tener una mejor comprensión de los asuntos de política nuclear y el desarrollo de políticas.
Anteriormente, Beg había calculado que dicha cooperación con Irán era popular y que, Arabia Saudí y los árabes del Golfo Pérsico eran menos populares como clientes estadounidenses en la región. El general Beg había animado al Dr. Abdul Qadeer Khan a proliferar la tecnología hacia Irán y Corea del Norte.
La rapidez con la que mantuvo la "nueva política nuclear" lleva a especular si simplemente quería que el "obstáculo" del general Zia desapareciera de escena. El general Zia no sabía ni recibió ningún pago de dicho acuerdo; de hecho, Zia no sabía si Beg estaba en acto con Irán. Zia estaba profundamente comprometido con los árabes, especialmente con Arabia Saudí, para crear un freno que contuviera la influencia iraní. Según Ahmad, el primer ministro Nawaz Sharif se escandalizó de que Beg hubiera firmado un acuerdo nuclear secreto con Irán sin decírselo; por ello, el primer ministro anuló la cooperación y reforzó la vigilancia de seguridad sobre A.Q. Khan. Sin embargo, en una entrevista concedida en 2004 a la PBS, Beg negó claramente su implicación en el programa iraní:

Si el gobierno [de Benazir] no lo sabía, ¿cómo iba a saberlo yo? Fui jefe del ejército de 1988 a 1991. Si nunca se nos dijo lo que estaba ocurriendo bajo la superficie, cuando los estadounidenses lo sabían, cuando las agencias británicas lo sabían, cuando han afirmado que han penetrado en todo el sistema, incluido Pakistán, ¿entonces no son culpables?

En una entrevista concedida a la NBC en 2005, Beg defendió su postura y la de A.Q. Khan y sostuvo a la NBC que "no se puede detener a los proliferadores nucleares". Beg añadió que los estadounidenses y los europeos se han dedicado a la proliferación nuclear como parte de un concepto, denominado "externalización de la capacidad nuclear", a países amigos como medida de defensa contra un ataque nuclear. Beg señaló que "el tratado de No Proliferación Nuclear, por tanto, está muriendo de muerte natural a manos de aquellos que son los exponentes del régimen de no proliferación nuclear". Beg también teorizó que "la disuasión nuclear es lo que mantiene el equilibrio estratégico entre dos o más beligerantes".

### Acusación de participar en la muerte de Zia
Según un artículo publicado en The Express Tribune, Beg estuvo en contacto con el Dr. Abdul Qadir Khan, científico de alto nivel, para tratar de llevar a Irán al redil de las "proezas nucleares", para disgusto de su superior y alto cargo, el general Muhammad Zia-ul-Haq. En ese momento, sin la señal verde del presidente Zia-ul-Haq, Beg se puso en contacto con el Dr. A.Q. Khan para hacer proliferar en secreto la tecnología crucial para dominar el combustible nuclear.
El 1 de diciembre de 2012, el hijo del presidente Zia, Ijaz-ul-Haq, sostuvo que fue Beg quien conspiró tras la muerte de su padre. Anteriormente, en 1988, la Comisión Shafiur Rehman, que debía establecer la causa del accidente del avión de Muhammad Zia-ul-Haq, llegó a la conclusión de que, debido a la obstrucción del Ejército en la investigación, no se podía sacar a la luz a los verdaderos responsables del atentado.

### Activismo político
Al regresar a la vida civil, el General Beg fundó y estableció un instituto de reflexión política en Islamabad, conocido como Fundación para la Investigación sobre el Entorno Internacional, el Desarrollo Nacional y la Seguridad (Friends). Es el actual presidente fundador del think-tank Friends desde su fundación.
Posteriormente, Beg fundó el partido político nacionalista Awami Qaiyadat Party (lit. Partido de Liderazgo Nacional), que siguió formando parte de la esfera de la derecha. Aunque su partido no adquirió relevancia política y no logró concurrir a las elecciones generales nacionales, sigue registrado en la Comisión Electoral con el Gun como símbolo electoral.

### Musharraf sobre Beg
El general Beg fue uno de los muchos profesores con los que Musharraf estudió en la Universidad Nacional de Defensa. Musharraf tenía en alta estima a Beg como uno de sus "profesores significativos" en sus años universitarios, pero tras el 11 de septiembre de 2001 se distanciaron. Beg fue calificado por Musharraf como uno de los muchos profesores de la NDU a los que llamaba "pseudointelectuales".